# グラゼライト人
グラゼライト人 (Grazerite) は、アメリカのSFテレビドラマ『スタートレック』シリーズに登場する異星人。
草食動物から進化したヒューマノイド。硬質で黄褐色の皮膚を持ち、眉はなく両目の上から頭部へ続く隆起が特徴。非常に温厚で、争いや暴力を嫌う。

## 代表的なグラゼライト人
ジャレシュ・インヨー
地球暦2370年代はじめごろの惑星連邦大統領。もとはグラゼライト選出の惑星連邦議会議員で特に政治的野心を持っていたわけではなかったが、周囲に頼まれて大統領選挙に出馬したところ当選し、期せずして惑星連邦の長となる。在任中にはドミニオンの侵攻やレイトン宇宙艦隊中将のクーデターが起こるなど、困難な時期の惑星連邦を統治する。なお地球暦2372年の時点で政治家歴が約70年に及ぶ大ベテランである。